# Mammea papyracea
Espèce
Classification phylogénétique
Statut de conservation UICN

 VU D2 : Vulnérable
Mammea papyracea est une espèce de plantes à fleurs de la famille des Calophyllaceae.

## Publication originale
- Telopea 5(2): 359. 1993.